# Mistrzostwa Świata w Short Tracku 2007
32. Mistrzostwa Świata w Short Tracku odbyły się we włoskim Mediolanie, w dniach 9 – 11 marca 2007 roku.

## Klasyfikacja medalowa
| Lp. | Kraj              | Złoto | Srebro | Brąz | Razem |
| 1.  | Korea Południowa  | 9     | 5      | 4    | 18    |
| 2.  | Kanada            | 2     | 4      | 2    | 8     |
| 3.  | Stany Zjednoczone | 1     | 0      | 4    | 5     |
| 4.  | Włochy            | 0     | 2      | 0    | 2     |
| 5.  | Chiny             | 0     | 1      | 2    | 3     |

## Medaliści
| Konkurencja | Złoto                                                                          | Srebro                                                                                    | Brąz                                                                                |
| Mężczyźni   |                                                                                |                                                                                           |                                                                                     |
| 500 metrów  | Charles Hamelin                                                                | François-Louis Tremblay                                                                   | Ahn Hyun-soo                                                                        |
| 1000 metrów | Ahn Hyun-soo                                                                   | Charles Hamelin                                                                           | Apolo Anton Ohno                                                                    |
| 1500 metrów | Apolo Anton Ohno                                                               | Nicola Rodigari                                                                           | Ahn Hyun-soo                                                                        |
| 3000 metrów | Song Kyung-taek                                                                | Ahn Hyun-soo                                                                              | Apolo Anton Ohno                                                                    |
| Wielobój    | Ahn Hyun-soo                                                                   | Charles Hamelin                                                                           | Apolo Anton Ohno                                                                    |
| Sztafeta    | Korea Południowa · Sung Si-bak · Song Kyung-taek · Kim Hyun-kon · Ahn Hyun-soo | Kanada · Charles Hamelin · Olivier Jean · François-Louis Tremblay · Jean-François Monette | Stany Zjednoczone · Apolo Anton Ohno · Jordan Malone · Travis Jayner · Ryan Bedford |
| Kobiety     |                                                                                |                                                                                           |                                                                                     |
| 500 metrów  | Kalyna Roberge                                                                 | Arianna Fontana                                                                           | Jung Eun-ju                                                                         |
| 1000 metrów | Jin Sun-yu                                                                     | Jung Eun-ju                                                                               | Zhou Yang                                                                           |
| 1500 metrów | Jung Eun-ju                                                                    | Jin Sun-yu                                                                                | Byun Chun-sa                                                                        |
| 3000 metrów | Jung Eun-ju                                                                    | Jin Sun-yu                                                                                | Zhou Yang                                                                           |
| Wielobój    | Jung Eun-ju                                                                    | Jin Sun-yu                                                                                | Kalyna Roberge                                                                      |
| Sztafeta    | Korea Południowa · Jeon Ji-soo · Byun Chun-sa · Jung Eun-ju · Jin Sun-yu       | Chiny · Zhu Milei · Fu Tianyu · Zhou Yang · Cheng Xiaolei                                 | Kanada · Kalyna Roberge · Amanda Overland · Anne Maltais · Annik Plamondon          |